# Tinta Negra Mole
‘Tinta Negra Mole’ ist eine auf den Kanaren, Madeira und in Kalifornien (→ Weinbau in Kalifornien) verwendete Rotweinsorte.

## Wein
Die Tinta Negra Mole ist eine nicht ganz so edle, aber dennoch offiziell zugelassene Rotweinsorte für den mit Branntwein verschnittenen Madeira. Auch bekannt als „die schwarze Samtige“, aus der mehr als die Hälfte des Weines von Madeira erzeugt wird. Weine aus dieser vielseitigen Rebsorte werden unter folgenden Geschmacksbezeichnungen in Anlehnung an die klassischen Stile der "Edlen Sorten" (‘Sercial’, ‘Verdelho’, ‘Bual’, ‘Malmsey’) vermarktet:
- dry (trocken)
- medium-dry (halbtrocken)
- medium-sweet (halbsüß)
- sweet (süß)

Die Tinta kann bis zu einem gewissen Grad die Geschmacksrichtung der edleren Sorte imitieren, erreicht aber nicht die gleiche Qualität oder Lagerfähigkeit. Diese Rebsorte ist verantwortlich für den Qualitäts- und Imageverlust des Madeira im 19. und 20. Jahrhundert, der fortan häufig nur noch als einfacher Kochwein bekannt war. Dennoch ist die Tinta keine per se „schlechte“ Sorte. Sie kann durchaus annehmbare Qualitäten erzeugen.

## Synonyme
‘Boxo’, ‘Duhamelii’, ‘Listan Morado’, ‘Listan Negro’, ‘Listan Prieto’, ‘Molar’, ‘Mollar’, ‘Mollar De Cadiz’, ‘Mollar De Granada’, ‘Mollar De Huelva’, ‘Mollar Morado’, ‘Mollar Negro’, ‘Mollar Prieto’, ‘Mollar Sevillano’, ‘Mollar Zucari’, ‘Mollis’, ‘Mollissima’, ‘Morisca’, ‘Negra Mole’, ‘Negra Mole Tinta’, ‘Negramoll’, ‘Pascoal Gomes’, ‘Sabra Molle’, ‘Tinta Mole’, ‘Tinta Molle’, ‘Tinta Negra’, ‘Tinta Negra Mole’, ‘Tinta Sabreirinha’, ‘Tinta Sobreirinha’